# Thecla canus
Thecla canus är en fjärilsart som beskrevs av Druce 1907. Thecla canus ingår i släktet Thecla och familjen juvelvingar. Inga underarter finns listade i Catalogue of Life.